# Mustela putorius caledoniae
Mustela putorius caledoniae es una subespecie de  mamíferos carnívoros  de la familia Mustelidae subfamilia Mustelinae.

## Distribución geográfica
Se encuentra en Escocia.